# بتزدا، شهرستان دورام، کارولینای شمالی
بتزدا (به انگلیسی: Bethesda) یک منطقهٔ مسکونی در ایالات متحده آمریکا است که در شهرستان دورهام، کارولینای شمالی واقع شده‌است.